# Didolodontidae
Didolodontidae é uma família extinta de Mamíferos placentários do grupo parafilético Condylarthra. Este grupo inclui ainda as ordens Notoungulata e  Litopterna. Os Fósseis desta família foram encontrados na Patagônia-Argentina e foi nomeado por Florentino Ameghino em 1897. Durante a primeira metade do século XX foram estudados por George Gaylord Simpson. Acredita-se que os Didolodontidae sejam mais proximamente relacionados com os Litopterna, e alguns pesquisadores defendem ainda a inclusão da família nesta ordem.
A família Didolodontidae, consta em vários gêneros, dos quais é mais conhecido como Didolodus. Os fósseis consistem principalmente em crânios, mandíbulas e restos dentários. Eram animais de tamanho mediano de uns 60 cm de comprimento. foram contemporâneos dos Condilartros da América do Norte, e diversificaram-se quando a América do Sul e a Antártida, se separaram.

## Espécies
- Escribania
- Ernestokokenia
- Lamegoia
- Paulacotoia
- Paulogervaisia
- Raulvaccia
- Salladolodus
- Xesmodon
- Megacrodon
- Lambdaconus
- Didolodus multicuspis (Ameghino, 1897)
- Didolodus minor (Simpson, 1948)